# 関徳興
關 德興（関 徳興、中国語: 关德兴、クワン・タッヒン、あるいはクワン・タクヒン、1905年6月27日 - 1996年6月28日）は、中国広東省広州市出身の香港映画俳優。
武術家黄飛鴻（ウォン・フェイフォン）の役で1940年代から1980年代の間に少なくとも77本の映画に出演した。映画史上、同じ人物をこれほど何回も演じたケースは他にない。そのため世界最長シリーズとしてギネスブックに登録された。シリーズ以外のものもあわせて計130本以上の映画に出演した。1955年に香港中国人芸術家協会(en:Chinese Artist Association of Hong Kong 香港八和會館) の会長に選ばれた。1983年には大英帝国勲章メンバー(MBE)を授与されている。

## 経歴
關は兄弟の二番目として広東省広州市に生まれる。幼い頃に父親が病死した。12歳の時に工事現場で働き、13歳の時にはシンガポールのレストランでウェイターとして働きながら、粤劇（広東オペラ）の勉強を始める。16歳で広州に戻り、劇団 紅船班に加わり、あちこちで公演する。
1928年に『扎脚勝』に出演していた女優と結婚、後に息子が生まれる。20代後半の1933年にアメリカサンフランシスコにて華僑のための映画『歌侶情潮』("The Singing Lovers") で映画デビューする。1937年に中国へ帰国。抗日運動に参加し、広東省、広西省、湖南省などを旅しながら公演を行う一方、軍隊を慰問し、反日プロパガンダを行い、また反日のための寄付を募るためにアメリカじゅうを回るなど愛国芸術団に参加していたため、關は日本軍によって賞金首となっていた。
黄飛鴻役で出演した最初の映画は、胡鵬監督、永耀影業公司(Yong Yao Film Company)製作による『黄飛鴻傳』（"the Story of Huang Feihong" 1949年）。 共演者は悪役の石堅と、初代ミス香港の李蘭であった。この監督と映画会社のコンビは大変な成功を収め、多くの続編を作るが、そのアイディアやシチュエーションは後に一般的なアクション映画手法となった。
1952年、香港島の英皇道(King's Road)にリウマチ専門の關德興漢方薬局を開く。1953年には当時イギリスの植民地であったマレー半島に招かれ、4年間武道を学び、教えた。
1956年には黄飛鴻シリーズ25本目が公開されている。シリーズは1970年まで続いた。運悪く、シリーズ作品の多くは紛失や劣化、及び、抗日的な物語の内容から上映が難しくなっている。
黄飛鴻シリーズは終わったかに見えたが、1974年にゴールデン・ハーベスト社が、關をサモ・ハン・キンポーと組ませ、『スカイホーク鷹拳』（1974年）、『燃えよデブゴン7 鉄の復讐拳』（1979年 原題:『林世榮』 英題:"The Magnificent Butcher"）、『黄飛鴻與鬼脚七』（1980年 英題:"The Magnificent Kick"）、『ツーフィンガー鷹』（1981年 原題:『勇者無懼』 英題:"Dreadnought"）において關の黄飛鴻役を復活させた。また關は、香港のテレビ局無綫電視においても、1976年に13話のテレビ番組で黄飛鴻役を演じている。既に70歳を超えた高齢のため激しいシーンはスタントが演じていたが、年齢のわりに驚くほど健康で柔軟な体をしていたという。
これらの映画では多くの血が流されるが、『燃えよデブゴン7 鉄の復讐拳』の終わりのシーンでは李海生演じるメインの悪役がサモ・ハンにとどめをさされずに済む。これはオリジナル・シリーズで黄飛鴻が悪者を倒した後に傷を癒してやるのと似ている。關は成人以降の黄飛鴻役として定着している。若い頃の役をジャッキー・チェンが『ドランクモンキー 酔拳』『酔拳2』で演じ、子供の頃の役を『ワンス・アポン・ア・タイム・イン・チャイナ外伝/アイアンモンキー』でユエン・ウーピン（袁和平)監督がアンジー・ツァン（en:Angie Tsang 曾思敏）に演じさせた。ワンス・アポン・ア・タイム・イン・チャイナ・シリーズでジェット・リーが黄飛鴻を演じたが、中国人観客はリーでは若すぎるという感想をもらした。
關は中国人に対して儒教的美徳と家長である父親の権力を体現化しようとし、孫文のスピーチを真似ていたと言われる。關はもともと牛の鞭や柱を使う白鶴拳の使い手であった。また書道や中国獅子舞の技術を持つことでも知られていた。
映画界からほぼ引退後は、武術学校といくつかの漢方薬店を開いた。店は香港において打ち身の軟膏や漢方スープで知られた。1984年に慈善事業と娯楽産業への貢献が認められて、大英帝国勲章メンバー(MBE)を授与された。
1986年の『スペクターX』と『烏龍大家族』（"The Family Strikes Back"）にカメオ出演している。『スペクターX』では、長年敵役を演じた石堅のＣＩＡ極東支局長役に対し、香港警察最高長官の役で登場し健在ぶりを示した。最後の映画出演作品は1994年の『大富之家』であった。
1996年春にアメリカを再訪問し、サンフランシスコ大学(en:University of San Francisco)より人文科学の名誉博士号を受ける。同年6月末に91歳で膵臓癌のため亡くなる。映画評論家ベイ・ローガン(en:Bey Logan)によると、九龍に墓標があるが、灰はサンフランシスコに運ばれ、關が反日運動の寄付金集めにアメリカを旅行中に知り合った二番目の妻の灰と共に眠っているという。また香港ランタオ島沖の小さな島、坪洲(Peng Chau)にある金花廟という寺に肖像が建てられている。